# Gigi Damiani
Luigi Damiani, detto Gigi (Roma, 18 maggio 1876 – Roma, 16 novembre 1953), è stato un anarchico e giornalista italiano. È stato uno "fra i personaggi di maggior spicco dell'anarchismo italiano ed europeo".

## Biografia
Dopo un'infanzia difficile e travagliata aderisce all'anarchismo e già nel 1892 è un attivo propagandista, collezionando condanne e invii al domicilio coatto. Collabora a "L'avvenire sociale" di Messina. Nel 1897 emigra in Brasile dove per venti anni collabora attivamente a tutte le pubblicazioni anarchiche, in lingua portoghese e italiana, stampate a San Paolo e in altre località, assumendone in diversi casi la direzione. Pubblica saggi e opere di narrativa e poesia ed è attivissimo nell'agitazione sociale.
Nel 1917 viene espulso dal Brasile e rientra in Italia, dove viene incarcerato per venti giorni. Tornato in libertà inizia a collaborare con Il Libertario. Quando nel febbraio 1920 esce a Milano il quotidiano anarchico Umanità Nova, Damiani affianca il direttore Errico Malatesta in veste di capo-redattore, ruolo in cui si dimostrerà efficientissimo. Quando Malatesta viene arrestato, insieme a quasi tutta la redazione, nell'ottobre 1920, Damiani riesce a sfuggire alla cattura e, in latitanza, continua a coordinare il manipolo di collaboratori che garantisce la pubblicazione del quotidiano.
Dopo la distruzione della redazione e della tipografia del giornale da parte dei fascisti successiva alla strage del Diana (23 marzo 1921), Damiani coordina la ripresa delle pubblicazioni a Roma e nel frattempo pubblica il romanzo Il didietro del re. Memorie di un mancato regicida raccolte e tradotte da Simplicio (Roma 1921). Dopo il rilascio di Malatesta (luglio 1922) continua ad affiancarlo fino a quando, dopo la Marcia su Roma, il quotidiano è costretto a sospendere le pubblicazioni nel dicembre 1922. Dopo un periodo a Palermo, rientrato a Roma fonda nell'ottobre 1923 Fede! settimanale anarchico di cultura e di difesa, un periodico che raggiunge presto la tiratura di 13000 copie e che viene pubblicato fino all’ottobre 1926. Nello stesso periodo pubblica il volumetto Il problema della libertà (Roma 1924) una raccolta di poesie e fonda altri due periodici Vita “mensile di politica e arte” e Parole nostre “foglio mensile di spicciola propaganda libertaria"
Nel 1926 riesce a espatriare clandestinamente in Francia da dove prosegue instancabilmente la sua linea politica antifascista pubblicando opere polemiche come Il re fascista, in cui si scaglia contro il sovrano Vittorio Emanuele III, La palla e il galeotto (una commedia in cui ridicolizza un dittatore) e il dialogo immaginario Cristo e Bonnot. Espulso dalla Francia nel 1927 ripara in Belgio dove viene arrestato per un presunto tentato omicidio. Rilasciato ritorna clandestinamente in Francia dove rimane fino al 1930 quando è costretto a rientrare nuovamente in Belgio. Passa clandestinamente di Stato in Stato fino a stabilirsi in Spagna dove nel 1931 è stata proclamata la Seconda repubblica spagnola. Qui spera con l'appoggio del movimento anarchico locale di riuscire a organizzare la fuga di Malatesta ma il progetto sfuma e Damiani si trasferisce con tutta la famiglia in Algeria poi in Tunisia, da dove continua la pubblicazione di opere e periodici anarchici. Dopo la morte di Luigi Galleani e di Malatesta il regime lo considera ormai il nuovo "capo" dell'anarchismo italiano
.
Solo nel 1946 ottiene l'autorizzazione a rientrare in Italia e la Federazione anarchica italiana gli affida la direzione di Umanità Nova, divenuta settimanale. Diventato progressivamente cieco a causa di un glaucoma, è costretto a rallentare la propria attività ma continua a pubblicare libri, dettandoli ad altri. Nel 1953 muore all'ospedale policlinico di Roma.

## Omaggio
Nel quartiere di Cidade Tiradentes a San Paolo in Brasile c'è una via chiamata Gigi Damiani, in onore dell'anarchico.